# Les Noces d'Olivette

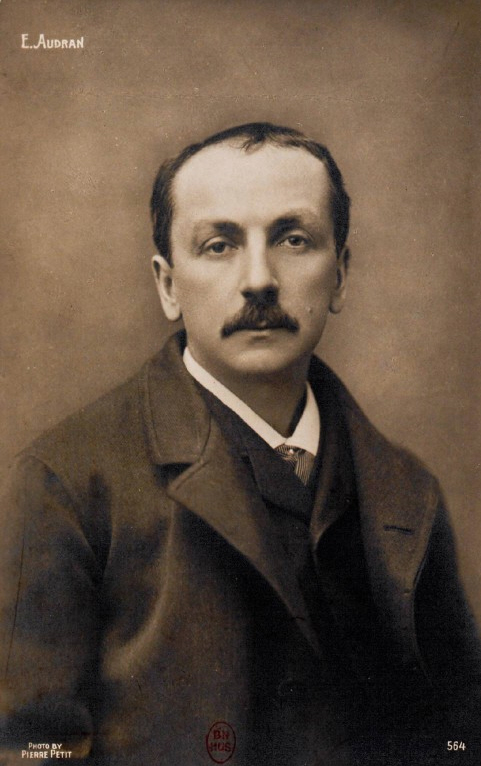
Edmond Audran

Les Noces d'Olivette är en operett (opéra comique) i tre akter med musik av Edmond Audran och libretto av Alfred Duru och Henri Charles Chivot. 

## Historia
Operetten hade premiär den 13 november 1879 på Théâtre des Bouffes Parisiens i Paris. Alfred Jolly sjöng rollen som Duc des Ifs, med Élise Clary som Olivette och Giulia Bennati som grevinnan. Verket översattes till engelska och spelades länge i London och på andra ställen.

## Personer
| Roller                                                           | Stämma  | Premiärbesättning, 13 november 1879 (Dirigent:) |
| ---------------------------------------------------------------- | ------- | ----------------------------------------------- |
| Kapten De Merimac, på korvetten "Cormorant"                      | tenor   | Gerpré                                          |
| Valentin, officer i Roussillongardet, hans brorson               | tenor   | Marcelin                                        |
| Hertigen des Ifs, kusin och arvinge till grevinnan av Roussillon | tenor   | Alfred Jolly                                    |
| Marvejol, Seneskalk till grevinnan                               | baryton | Desmonts                                        |
| Lonfuseau                                                        | tenor   | Pescheux                                        |
| Lartimon                                                         |         | Bartelot                                        |
| Un aubergiste                                                    |         | Lespinasse                                      |
| Olivette, Seneskalkens dotter                                    | sopran  | Élise Clary                                     |
| Bathilde, Grevinnan av Roussillon                                | sopran  | Giulia Bennati                                  |
| Ourika                                                           |         | Rivero                                          |
| Mistigris                                                        |         | Becker                                          |
| Moustique, De Merimacs mässpojke                                 | sopran  | Gabrielle                                       |
| Marinette                                                        |         | Barnolle                                        |
| Toinon                                                           |         | Mauriane                                        |
| Lajinjole                                                        |         | Lynnès                                          |
| Fanchette                                                        |         | Gerardi                                         |
| Margotte                                                         |         | Castelli                                        |
| Pavillon                                                         |         | Forty                                           |
| Simone                                                           |         | Jeanne                                          |
| Madelinette                                                      |         | Linville                                        |
| Laviron                                                          |         | Noblet                                          |
| Husor, skeppspojkar, sjömän, och husor på "Mainbrace Tavern".    |         |                                                 |

## Handling
Akt I

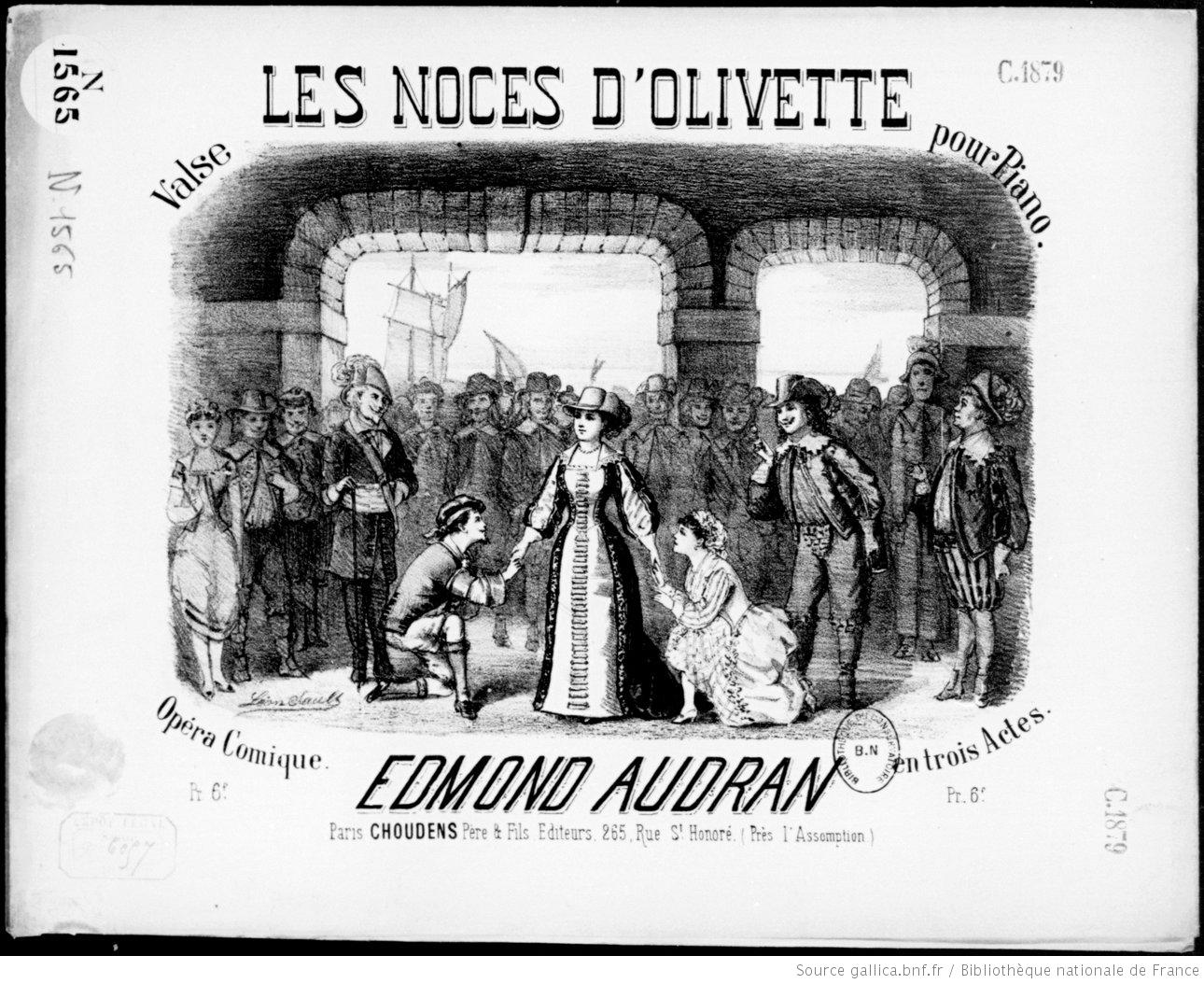
Illustration av Léon Sault till Les Noces d'Olivette (1879).

Olivette är förlovad med sjökaptenen De Merimac. Hon har precis återvänt från det kloster där hon förälskade sig i De Merimacs brorson Valentine. När kaptenen anländer säger Olivette till honom att lämna henne då hon inte vill gifta sig med honom. Kaptenen blir inte orolig då han tror sig kunna övertala henne. Grevinnan av Roussillon har lovat honom vad som helst efter att han tidigare räddat hennes schimpans ur en vattengrav. Han skriver till henne och ber henne ordna bröllopet. Kaptenen tvingas ge sig av på en tre månader lång seglats och är oförmögen att styra med bröllopet. Grevinnan, som också älskar Valentine, har kommit för att vara honom nära. Hon ser till att kaptenens order blir gjorda. Valentine låtsas vara De Merimac och gifter sig med Olivette i smyg.
Akt II
Grevinnan anordnar en bröllopsbal. Valentine har svårigheter att både låtsas vara sig och själv och sin farbror. Kaptenen återvänder från sin seglats och igenkänns såsom brudgummen. Valentine kommer in som sin farbror och tvingas erkänna. Kaptenen förklarar att Olivette är hans rättmätiga hustru.
Akt III
Olivette planerar att bli av med kaptenen genom en konspiration. Grevinnan förhindrar det hela då hon tillkännager sin önskan att gifta sig med Valentine. Hon blir inlåst på De Merimacs skepp "The Cormorant". När Olivette och Valentine, utklädda till sjömän, försöker fly blir Valentine tillfångatagen. Olivette lyckas frita grevinnan, tar på sig hennes kläder och utger sig för att vara hennes husa Veloutine. Den flirtige hertigen uppvaktar Olivette, i tron att hon är grevinnan. Hertigen skryter så öppet om sin erövring att både kaptenen och Valentine förskjuter Olivette tills hon kan bevisa motsatsen. Slutligen ordnar allt upp sig. Giftermålet mellan Valentine och Olivette stadfästs, grevinnan tar hertigen till make och kaptenen lämnas att trösta sig själv.